# Koji Tatsuno
Koji Tatsuno est un styliste japonais.

## Biographie
À quatorze ans, Koji Tatsuno quitte l'école ; quatre ans plus tard, alors qu'il ne parle pas anglais, il part pour Londres. Ses premières créations sont remarquées par Browns (en).
Il s'installe comme antiquaire dans la capitale anglaise en 1982[réf. souhaitée]. Il lance par la suite sa marque de vêtements inspirée de l'esprit d'avant-garde de la mode japonaise des années 1980. Il développe sa maison grâce au soutien financier de Yohji Yamamoto à partir de 1987, à Mayfair et emploie le jeune Alexander McQueen. Le styliste décrit ses créations comme un mélange de cultures anciennes ou contemporaines, comme un « minimalisme vestimentaire » émanant « d'une démarche spontanée et non conventionnelle, qui fait surgir l'imprévu ».